# Sinal de conclusão

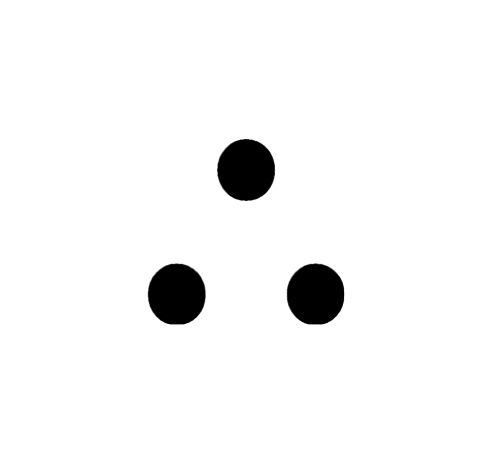
Símbolo de conclusão

Em matemática, o sinal de conclusão (∴) é um símbolo que é escrito antes de uma conclusão lógica. O símbolo consiste em três pontos formando um triângulo. Pronuncia-se Logo…, Portanto… ou Em conclusão… Geralmente, não é usado na escrita formal, mas usa-se muito na matemática e também como abreviatura.
Em computadores, é obtido pelo código Unicode U+2234. No Word, é possível inserir esse caractere segurando a tecla Alt enquanto digita a sequência 8, 7, 5, 6  pelo teclado numérico (Windows).

## Exemplo de uso

#### Usado em umsilogismo
Todos os deuses são imortais.
Zeus é um deus.
∴ Zeus é imortal. (Logo, Zeus é imortal.)

#### Usado em umasubtração
x - 1 = 6
∴ x = 7 (Portanto, xis é igual a sete.)
Referência:
https://wp.ufpel.edu.br/fernandosimoes/files/2012/06/Simbolos-matematicos.pdf